# Toki (Giappone)

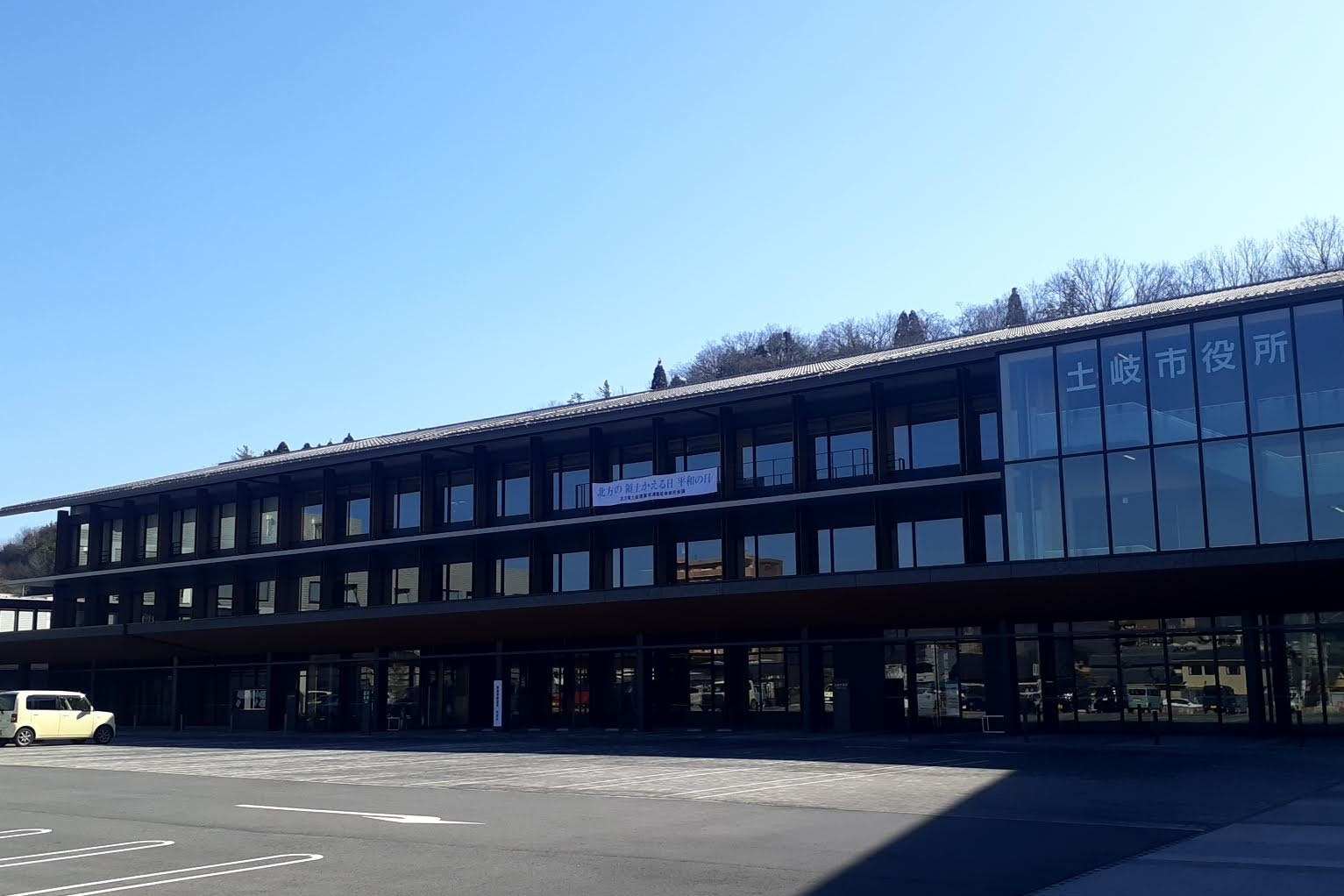
Toki City Hall

Toki è una città giapponese della prefettura di Gifu in Giappone.
La città si trova sull'isola di Honshū, a sud-est di Gifu City, la capitale della prefettura. Al centro della città passa anche un omonimo fiume.
La città di Toki è conosciuta come uno dei maggiori produttori di ceramiche giapponesi. I prodotti realizzati nella regione sono generalmente indicate come "Mino-Yaki"; per questa sua particolarità Toki è gemellata con la città di Faenza, in Emilia-Romagna, Italia.

## Geografia fisica
Toki si trova alle coordinate 35°21′09" Nord, 137°10′59" Est. Ha un'area totale di 116,16 km² e, secondo l'aggiornamento anagrafico del marzo 2007 la città ha 63 524 abitanti con una densità di 546,9/km².

## Politica

### Sindaci
L'attuale sindaco di Toki è Nobuhiko Ōno. Tra i sindaci precedenti vi sono:
- Yasuo Tsukamoto (1983-2007)
- Okizo Mizuno (1975-1983)
- Yasunori Ninomiya (1955-1975)

## Amministrazione

### Gemellaggi
La città è gemellata con:
- Faenza dal 1979